# U-806
| U-806                      | U-806                                                                      | U-806                                                                      |
| -------------------------- | -------------------------------------------------------------------------- | -------------------------------------------------------------------------- |
|                            |                                                                            |                                                                            |
|                            |                                                                            |                                                                            |
|                            |                                                                            |                                                                            |
| Під прапором               | Третій рейх                                                                | Третій рейх                                                                |
| Спуск на воду              | 1943 року                                                                  | 1943 року                                                                  |
| Виведений зі складу флоту  | 6 травня 1945 року                                                         | 6 травня 1945 року                                                         |
| Сучасний статус            | затоплений                                                                 | затоплений                                                                 |
| Проєкт                     |                                                                            |                                                                            |
| Тип ПЧ                     | Дизельний підводний човен                                                  | Дизельний підводний човен                                                  |
| Основні характеристики     |                                                                            |                                                                            |
| Швидкість (надводна)       | 19 вузлів                                                                  | 19 вузлів                                                                  |
| Швидкість (підводна)       | 7,3 вузла                                                                  | 7,3 вузла                                                                  |
| Гранична глибина занурення | 230 м                                                                      | 230 м                                                                      |
| Екіпаж                     | 48 осіб                                                                    | 48 осіб                                                                    |
| Розміри                    |                                                                            |                                                                            |
| Довжина найбільша (по КВЛ) | 76,8 м                                                                     | 76,8 м                                                                     |
| Ширина корпусу найб.       | 6,9 м                                                                      | 6,9 м                                                                      |
| Висота                     | 9,6 м                                                                      | 9,6 м                                                                      |
| Середня осадка (по КВЛ)    | 4,7 м                                                                      | 4,7 м                                                                      |
| Водотоннажність надводна   | 1144 т                                                                     | 1144 т                                                                     |
| Озброєння                  |                                                                            |                                                                            |
| Артилерія                  | 1 × 88-мм палубна гармата SK C/32                                          | 1 × 88-мм палубна гармата SK C/32                                          |
| Торпедно- мінне озброєння  | 4 носових і два кормових ТА. 22 торпеди або 44 міни TMA чи 66 TMB          | 4 носових і два кормових ТА. 22 торпеди або 44 міни TMA чи 66 TMB          |
| ППО                        | 1 × 37-мм зенітна гармата SKC/30 2 (1 × 2) × 20-мм зенітні гармати FlaK 30 | 1 × 37-мм зенітна гармата SKC/30 2 (1 × 2) × 20-мм зенітні гармати FlaK 30 |

U-806 — німецький підводний човен типу IXC/40, часів Другої світової війни.
Замовлення на будівництво човна віддане 10 квітня 1941 року. Човен заклали на верфі «Deutsche Schiff- und Maschinenbau» у Бремені 27 квітня 1943 року під заводським номером 364, спущений на воду пізніше у 1943 року, 29 квітня 1944 року увійшов до складу 4-ї флотилії. За час служби також входив до складу 33-ї флотилії. Єдиним командиром підводного човна був капітан-лейтенант Клаус Горнбостель.
За час служби човен зробив 1 бойовий похід, у якому потопив 1 військовий корабель та пошкодив одне судно.
Капітулював 6 травня 1945 року в Орхусі, Данія. 22 червня переведено з Вільгельмсгафену до Лох-Раян. Потоплений 21 грудня 1945 року північніше Ірландії (55°44′ пн. ш. 08°18′ зх. д. / 55.733° пн. ш. 8.300° зх. д.) в рамках операції «Дедлайт».

## Потоплені та пошкоджені кораблі[3]
| Назва                 | Тип                | Належність                    | Дата           | Тоннаж (БРТ) | Вантаж                                 | Статус     | Місце                                                       |
| Samtucky              | суховантажне судно | Велика Британія               | 21 грудня 1944 | 7 219        | Державні припаси та генеральні вантажі | пошкоджено | 44°22′ пн. ш. 63°23′ зх. д. / 44.367° пн. ш. 63.383° зх. д. |
| HMCS Clayoquot (J174) | тральщик           | Військово-морські сили Канади | 24 грудня 1944 | 672          |                                        | потоплено  | 44°25′ пн. ш. 63°20′ зх. д. / 44.417° пн. ш. 63.333° зх. д. |